# Dupuytrenova kontraktura
Dupuytrenova kontraktura je onemocnění ruky, charakterizované tvorbou uzlů a kontrahujících pruhů v dlani a na prstech, které pak způsobují kontraktury kloubů a progresivní funkční postižení ruky. 
Onemocnění popsali již Plater (1614), Cline (1777) a Cooper (1822), ale až baronu Guillaume Dupuytrenovi (1832) byly připsány zásluhy za „objev“ této nemoci. Jako první totiž o nemoci přednášel a pokoušel se ji operovat.

## Synonyma
fibromatóza palmární fascie, Dupuytrenova nemoc, benigní neoplastická fibromatóza. 

## Příznaky
Klinicky nacházíme podkožní uzly nebo pruhy v dlani a na prstech. Nejčastěji je postižena malíková polovina ruky. U přibližně poloviny pacientů je postižení oboustranné, při jednostranném postižení je více postižena pravá ruka. Pruhy kontraktury omezují natažení prstů nebo zužují meziprstí mezi nimi. Tkáň fibromatózy se může ektopicky vyskytovat na hřbetní straně drobných ručních kloubů (tzv. knuckle pads, Garrodovy uzly), na penisu (morbus Peyronie) a na ploskách nohou (morbus Ledderhose). Lze pozorovat různý stupeň agresivity onemocnění. 

## Příčiny, výskyt
Přesné příčiny tohoto onemocnění zatím nejsou známy. Dupuytrenova kontraktura se nejčastěji vyskytuje u mužů kolem padesátého roku věku a u žen přibližně o deset let později. Častěji jsou postiženi muži v poměru asi 6:1. Je znám častější výskyt nemoci v severoevropském regionu („nemoc Vikingů“), onemocnění postihuje převážně bílou rasu. Dupuytrenovu kontrakturu lze pokládat za dědičné onemocnění, ale tato dispozice má neúplnou penetraci v populaci. Mezi rizikové faktory je uváděn diabetes mellitus, epilepsie, kouření nebo alkoholismus, ale korelace není jednoznačně prokázána. 

## Léčba konzervativní
V počátečních stadiích lze použít dlahování jako prevence tvorby kontraktury, ale úspěšnost je malá. Injekce kortikoidů je popisována, ale efektivita je sporná. Další možností konzervativní léčby je použití enzymu kolagenázy Clostridium histolyticum. Tato látka se injekčně vpravuje do kontrahujícího pruhu fibromatozy a po 24 hodinách se provede manuální natažení prstu, při kterém dojde k přerušení pruhu a k uvolnění kontraktury. Za výhodu aplikace kolagenázy oproti chirurgickým metodám je považováno nižší riziko komplikací a nižší procento rekurence (recidivy nebo progrese) nemoci. Nevýhodou je finanční náročnost metody. Aplikaci kolagenázy lze použít u všech pacientů s pruhem kontraktury a omezenou hybností prstů, ale nejpřínosnější je u pacientů s agresivní formou onemocnění nebo u pacientů, kteří ze zdravotních nebo sociálních důvodů nemohou nebo nechtějí být léčeni chirurgicky.

## Léčba chirurgická
Většinou je onemocnění léčeno chirurgicky. Indikace k chirurgické léčbě je klinická, nejčastěji pozitivní tzv. „table top“ test. Ten je považován za pozitivní pokud není možno položit postiženou ruku dlaní na desku stolu tak, aby se celá plocha dlaně dotkla podložky. Důvodem operace mohou být i jiné funkční nebo subjektivní obtíže. Operace by měla být provedena před vznikem významného omezení pohybu prstů, protože operační řešení pokročilých forem je zatíženo vyšším procentem komplikací.
Provádí se nejčastěji více či méně radikální odstranění pruhů. Je také možné provést pouhé protětí pruhů bez jejich odstranění, po kterém ale dochází po určité době k progresi nemoci. U pokročilých forem je nutno provést i další doplňující výkony (uvolnění kloubních struktur, lalokové plastiky, kožní transplantace aj.)
Rekurence (recidiva nebo nový výskyt) Dupuytrenovy kontraktury po operaci se podle různých zdrojů pohybuje mezi 20-70%.
Pooperační péče po výkonu je velmi důležitá. Zvláště je důležitá časná rehabilitace jako prevence zatuhnutí prstů. Výsledkem léčby Dupuytrenovy kontraktury by měla být nejen ruka bez postižené aponeurózy, ale také ruka plně funkční.